# 喬毅
喬毅（1411年—1473年），字志弘，山西太原府平定州樂平縣人，明朝政治人物。

## 生平
正統六年（1441年）辛酉科山西鄉試第一名。正統十三年（1448年）戊辰科會試第四十四名，殿試登進士第三甲第十九名軍籍，選庶起士，授刑科給事中，累陞刑科都給事中，擢大理少卿，成化中仕至工部右侍郎，卒于官，年六十三。

## 家族
曾祖父喬岩卿。祖父喬彬魯。父亲喬鑑，曾任湯陰縣主簿。母李氏。